# 四分律
《四分律》（义爲法藏部的毗奈耶律），又稱《曇無德律》、《四分律藏》，共有60卷。原為印度優波崛多後的曇無德部（法藏部）所傳的戒律。为五部广律之一。

## 簡介
昙无德是“法藏部”的梵文音译，《四分律》由四部分构成，初分为比丘戒，共21卷；第二分为比丘尼戒和二十犍度中的前三个半犍度，共16卷；第三分為安居自恣等法，包括皮革犍度等十四个半犍度，共12卷；第四分為房舍等雜法，包括房舍犍度、雜犍度及五百集法、七百集法、調部毘尼、毘尼增一，共11卷。四分律出自曇無德部，原為印度上座部系統法藏部所傳之戒律，故稱曇無德律。

## 傳承
相傳佛滅後，优波离尊者结集律法，分八十次诵出根本律制，再传迦叶、阿难、商那和修、末田地、优波崛多等五大尊者。佛滅約百年，法正尊者用上座部律藏中之契同己見者，採集成文，前後四度結集，分為四夾，所以稱四分律。《僧祇律》后记说“优波崛多后遂有五部名生”。後由佛陀耶舍与竺佛念于长安共同譯出。

## 影響
《四分律》是中国所译律本中流传最廣的佛教戒律。中国所谓律宗，实指四分律宗。北魏时，慧光律师判此律为大乘，唐代道宣律师亦主张《四分律》通於大乘，且在《羯磨疏》裏找出五種理由來證明其說，更進一步建立三學圓融無礙說。唐代武德九年（626年）六月，道宣撰有《四分律删繁补阙行事钞》。

## 二十犍度
四分律的內容巨細靡遺。例如用藥規定：五比丘請問佛陀該服用何藥，佛陀說有病，允許服用腐爛藥，為藥店裡丟棄不用的藥。至於其他的藥物還有非時藥、七日藥、盡形壽藥。非時藥又分八種漿：梨漿、閻浮漿、酸棗漿、甘蔗漿、蕤果漿、舍樓伽漿婆、樓師漿、蒲桃漿。七日藥又稱五種藥，指酥、油、蜜、生酥、石蜜。盡形壽藥是指中罽沙者，根、莖、葉、花果罽沙。
《四分律》中共有二十犍度：
- 受戒犍度
- 說戒犍度
- 安居犍度
- 自恣犍度
- 皮革犍度
- 衣犍度
- 藥犍度
- 迦絺那衣犍度
- 拘睒彌犍度
- 瞻波犍度
- 呵責犍度
- 人犍度
- 覆藏犍度
- 遮犍度
- 破僧犍度
- 滅諍犍度
- 比丘尼犍度
- 法犍度
- 房舍犍度
- 雜揵度

## 引用
1. ↑  僧祐《出三藏記集》錄中卷第三《釋曇無德四分律(四十卷或分四十五卷)》：曇無德者。梁言法鏡。一音曇摩鞠多。如來涅槃後。有諸弟子顛倒解義覆隱法藏。以覆法故名曇摩多。是為四分律。蓋罽賓三藏法師佛陀耶舍所出也。初耶舍於罽賓誦四分律。不齎胡本而來遊長安。秦司隸校尉姚爽欲請耶舍。於中寺安居。仍令出之姚。主以無胡本難可證信。眾僧多有不同。故未之許也。羅什法師勸曰。耶舍甚有記功。數聞誦習。未曾脫誤。於是姚主即以藥方一卷民藉一卷並可四十許紙。令其誦之三日。便集僧執文請試之。乃至銖兩人數年紀不謬一字。於是咸信伏。遂令出焉。故肇法師作長阿鋡序云。秦弘始十二年歲上章掩茂。右將軍司隸校尉姚爽。於長安中寺集名德沙門五百人。請罽賓三藏佛陀耶舍出律藏。四分四十卷十四年訖。
2. ↑  道宣《四分律含注戒本疏》卷一上说：“佛来百年，兴斯名教，相传云於上座搜括博要、契同已见者，集为一部，四度传文，尽所诠相，故云四分，此据说所至，非义判也。”
3. ↑  《宋高僧传·昙一传》说此律为佛陀耶舍共鸠摩罗什译。
4. ↑  《根本說一切有部毘奈耶藥事》卷一裡指出非時藥即更藥，八種漿都是水果作成。